# Zapada glacier
Zapada glacier är en bäcksländeart som först beskrevs av Baumann och Gaufin 1971.  Zapada glacier ingår i släktet Zapada och familjen kryssbäcksländor. Inga underarter finns listade i Catalogue of Life.